# Hikkaduwa
Hikkaduwa (en tamil:හික්කඩුව) es una ciudad de Sri Lanka situada en la costa sur de la isla, en el distrito de Galle, provincia del Sur. Se encuentra a 17 km al noroeste de Galle y 98 km al sur de Colombo.

## Etimología
El nombre de Hikkaduwa se cree que proviene de dos palabras "Ship Kaduwa", con "Ship" es la versión más corta de Shilpaya que se refiere al conocimiento en cingalés y Kaduwa, lo que significa espada. Se cree por lo tanto que el nombre Hikkaduwa significa "espada del conocimiento".

## Atracciones
- Playa de Hikkaduwa - reputada como el segundo mejor lugar de surf en Sri Lanka.
- Hikkaduwa Coral Sanctuary - ubicado a unos cientos de metros de la costa. El santuario tiene aproximadamente setenta variedades de corales multicolores.

## Imágenes

Hikkaduwa Beach
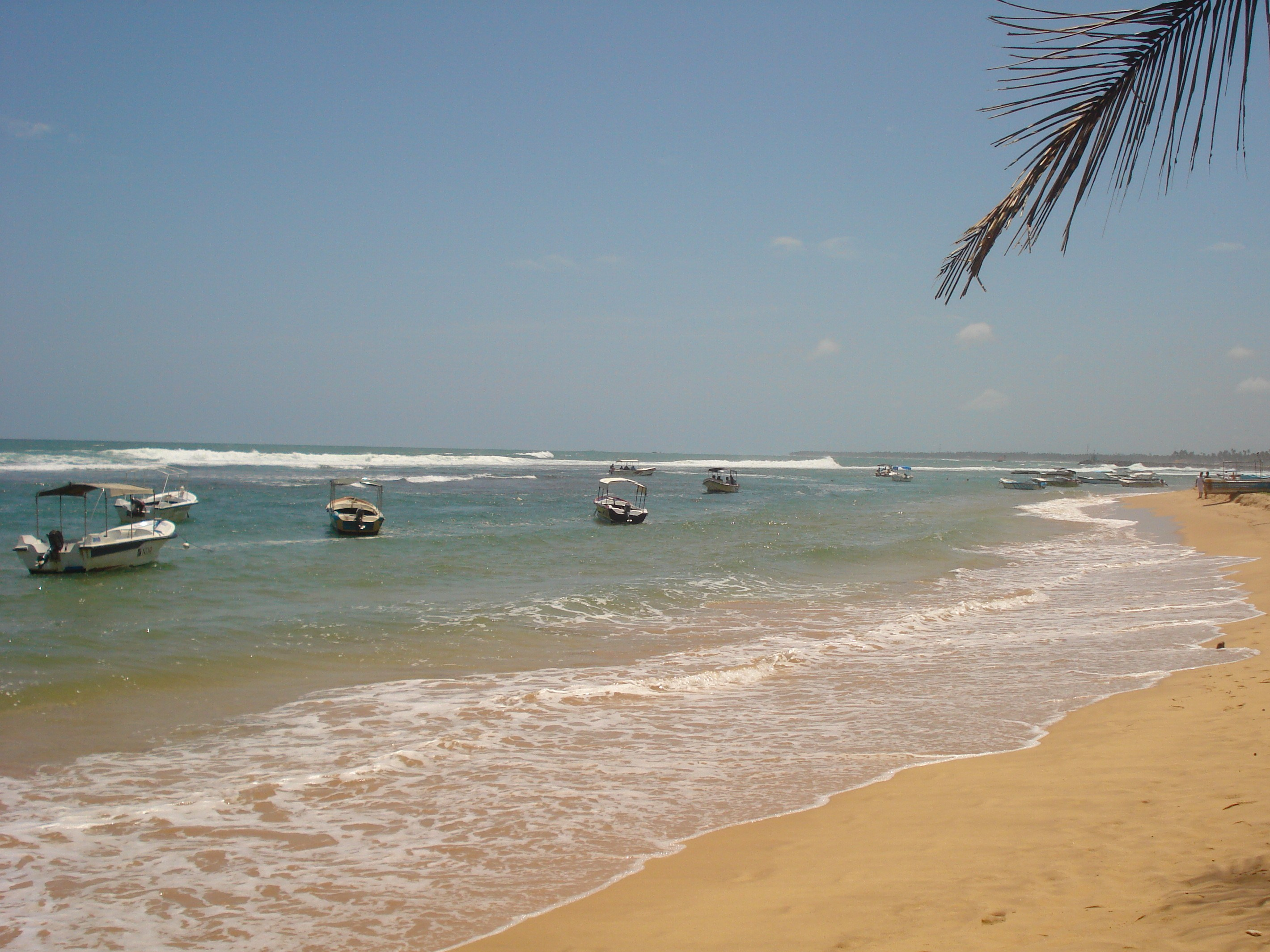
Barcos de pesca cerca de la playa de Hikkaduwa.
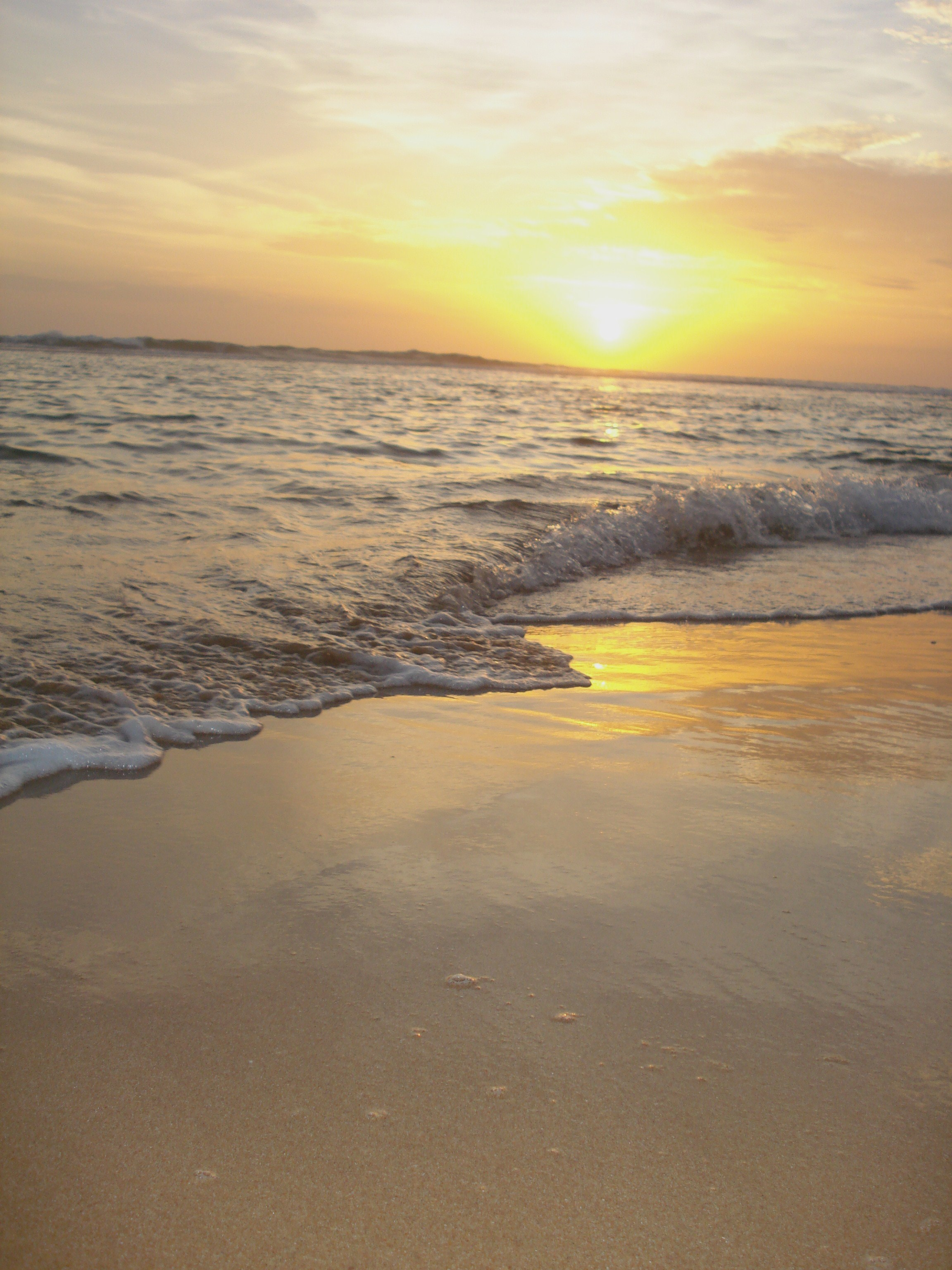
Playa de Hikkaduwa al atardecer.
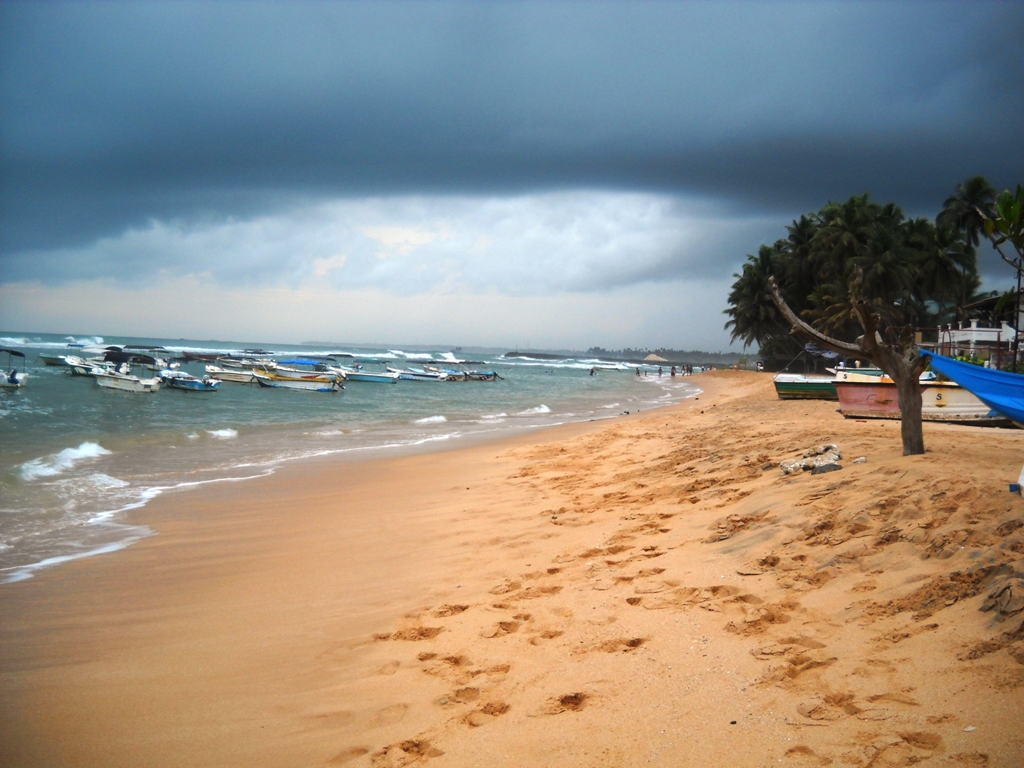
Playa de Hikkaduwa con la visión del coral y los barcos de pesca en el fondo